# ان۴جی
ان۴جی (به انگلیسی: N4G)، مخفف اخبار برای بازی‌کنندگان (به انگلیسی: News for Gamers) سایت خبری بازی‌های ویدئویی است. کاربران در این شبکه، اقدام به جستجوی جالب‌ترین نظرها، اخبار و مقالاتی که هرروز توسط ارکان ان۴جی به سایت ارسال می‌شوند، می‌کنند. برگزیده‌ترین قطعات اخبار بازی‌های ویدئویی، در صفحه اصلی این وب‌گاه است؛ جایی که منتقدان با نمرات متفاوت، به هر مطلب امتیاز ویژه‌ای می‌دهند.